# Saint-Germain-de-Montbron
Saint-Germain-de-Montbron is een gemeente in het Franse departement Charente (regio Nouvelle-Aquitaine) en telt 434 inwoners (1999). De plaats maakt deel uit van het arrondissement Angoulême.

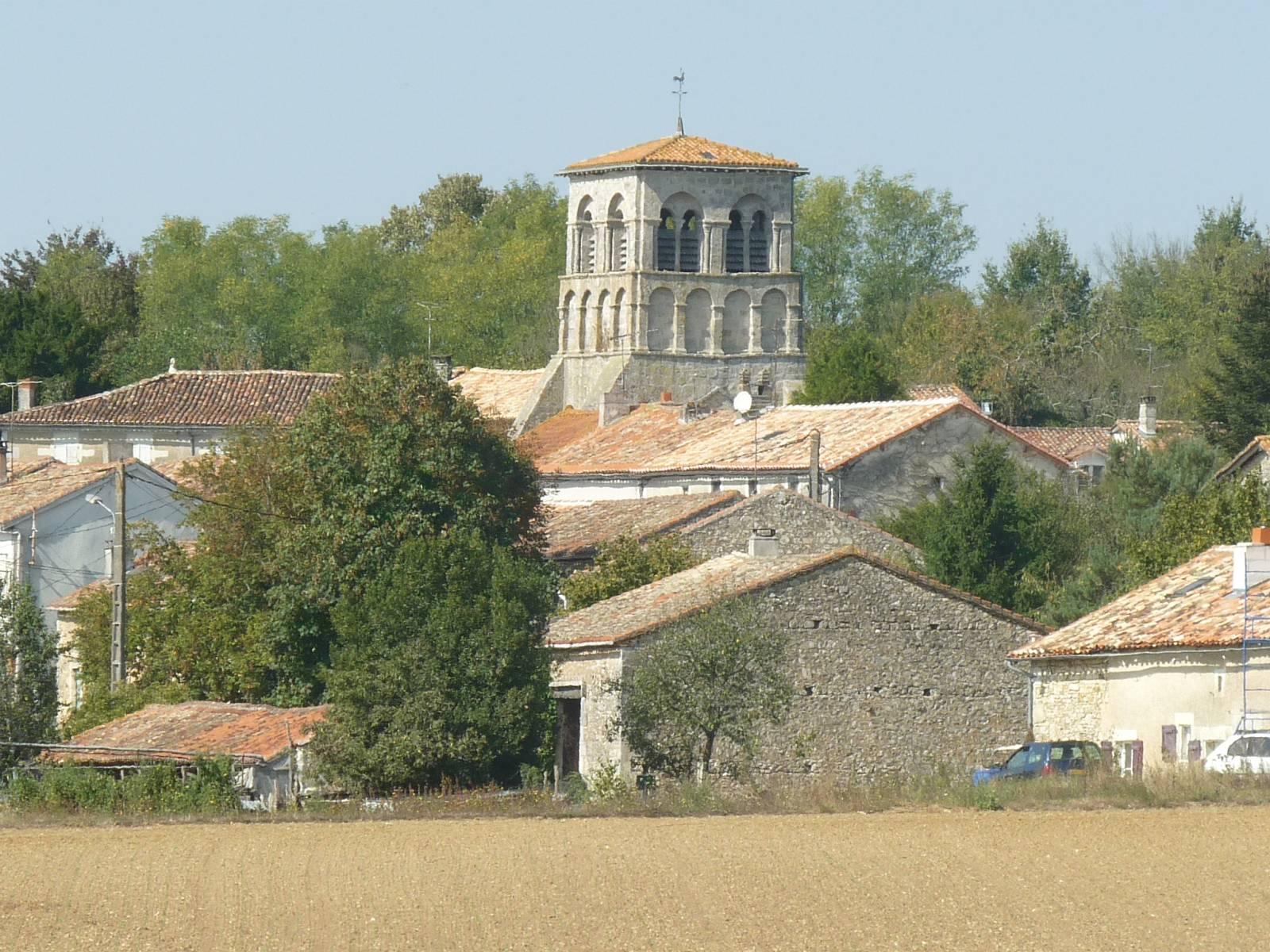
Saint-Germain-de-Montbron
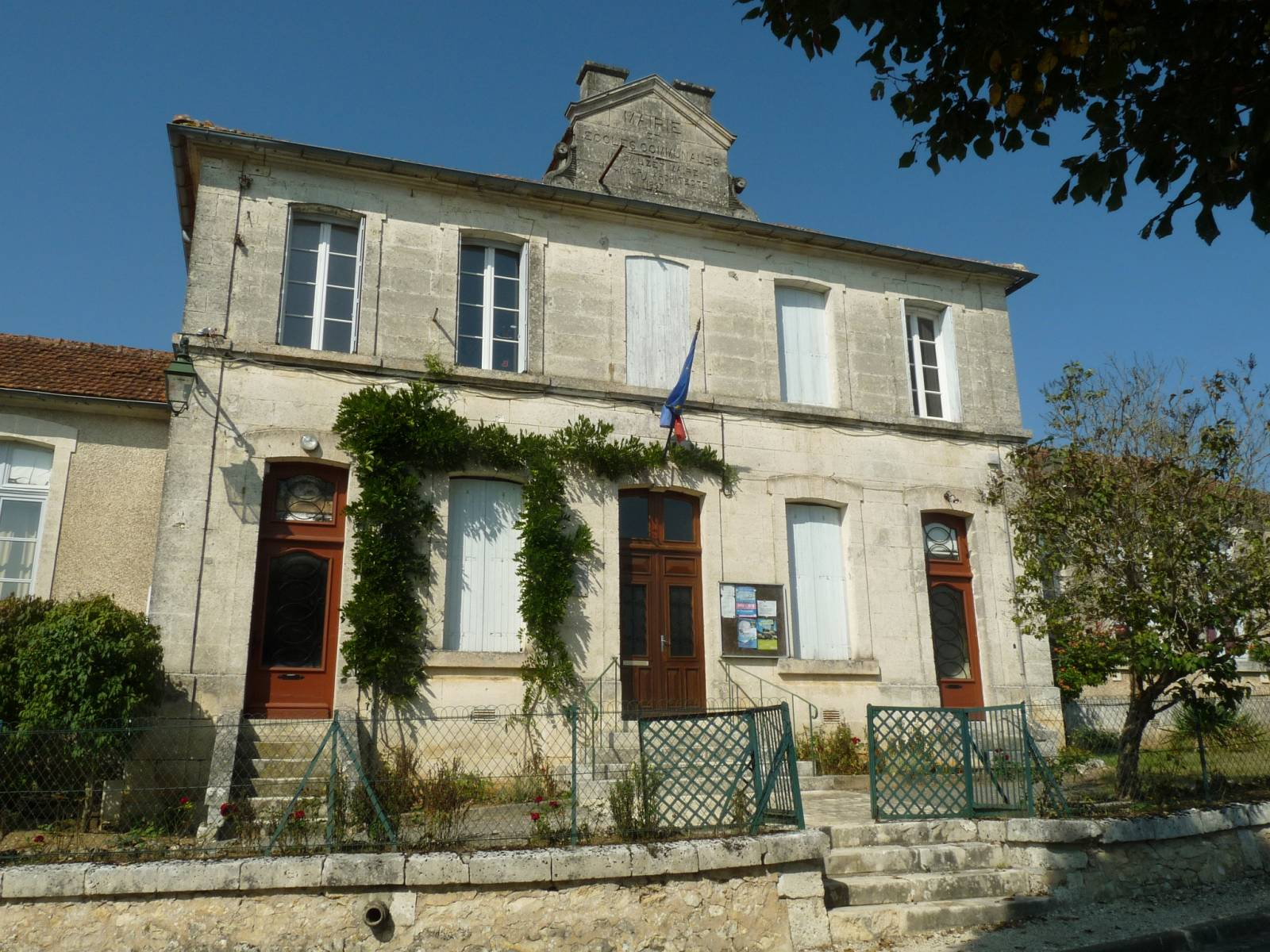
Gemeentehuis

## Geografie
De oppervlakte van Saint-Germain-de-Montbron bedraagt 15,0 km², de bevolkingsdichtheid is 28,9 inwoners per km².
De onderstaande kaart toont de ligging van Saint-Germain-de-Montbron met de belangrijkste infrastructuur en aangrenzende gemeenten.

## Demografie
Onderstaande figuur toont het verloop van het inwonertal (bron: INSEE-tellingen).